# Muralla de Mont-roig del Camp
La Muralla de Mont-roig del Camp és una construcció del municipi de Mont-roig del Camp (Baix Camp) protegida com a bé cultural d'interès local.

## Descripció
L'antiga muralla de Mont-roig del camp passava per l'actual carrer de la Murada, plaça de Miró i carrer Mare de Déu de la Roca. El castell estava situat on actualment hi ha l'Església Nova i de la muralla queden molt poques restes.
Al carrer Mare de Déu de la Roca número 6 es troba la Casa dels Torrells que té una de les torres que probablement estava integrada a la muralla. És de planta quadrada i teulada a una vessant, té uns 16 metres d'alçada i és de fàbrica de maçoneria i carreus. Aquesta torre també és coneguda com dels moros.
A la Plaça de Joan Miró, al final del carrer Major, es troba el Portal d'Avall, també conegut com a portal de l'Església o del carrer Major. Antigament estava custodiat per una torre. Pel cantó de la plaça, el portal és un arc de mig punt adovellat amb un escut amb la data de 1595. Pel cantó del carrer Major agafa la forma d'arc rebaixat.
Al carrer de l'Hospital número 34 es troba el Portal de la Canal. La sortida condueix als rentadors públics i al carrer de la Murada. És un portal doble d'arc de mig punt adovellat amb una torre.

## Història
La primera documentació de Mont-roig data de l'any 1118 i la Carta de Població és del 13 d'agost de 1180. El portal de la Canal està documentat des del segle xv, i el portal d'Avall té la data de 1595.
El castell es va deixar de fer servir com a tal força aviat i el poble el va fer servir com a casa del consell fins al segle xv. A partir del 1530 es va començar a urbanitzar la fortalesa. Finalment es va enderrocar per fer servir el seu emplaçament per construir la nova església.
Durant la guerra de Successió Mont-roig va ser durament castigat, enderrocant-se part de la muralla i cremant-se els portals d'accés.